# Пукас, Витаутас Юозович
Витаутас Юозович Пукас (лит. Vytautas Pūkas; 1928 год, Литовская Республика — 1987 год, Клайпеда, Литовская ССР) — бригадир комплексной бригады строительного управления № 4 Клайпедского строительного треста Министерства строительства предприятий тяжёлой индустрии СССР, Литовская ССР. Герой Социалистического Труда (1974).

## Биография
Трудился бригадиром комплексной бригады СУ № 4 Клайпедского строительного управления. Бригада Витаутаса Пукаса ежегодно добивалась высоких трудовых результатов. За досрочное выполнение плановых производственных заданий Семилетки (1959—1966) награждён Орденом Трудового Красного Знамени.
Бригада под руководством Витаутаса Пукаса за годы Девятой пятилетки (1971—1975) ежегодно показывала высокие трудовые результаты. По итогам 1973 года бригада досрочно выполнила коллективные социалистические обязательства и годовые плановые производственные задания. 8 января 1974 года Указом Президиума Верховного Совета СССР удостоен звания Героя Социалистического Труда «за выдающиеся успехи в выполнении и перевыполнении планов 1973 года и принятых социалистических обязательств» с вручением ордена Ленина и золотой медали Серп и Молот.
После выхода на пенсию проживал в Клайпеде. Скончался в 1987 году.
Награды и звания
- Герой Социалистического Труда
- Орден Ленина
- Орден Трудового Красного Знамени (11.08.1966)